# Spontin
Spontin is een plaats in de Waalse gemeente Yvoir in de provincie Namen, gelegen aan het riviertje de Bocq. Tot 1 januari 1977 was het een zelfstandige gemeente. In het centrum, aan de oever van de rivier bevindt zich het kasteel van Spontin. Spontin heeft ook een station aan de voormalige spoorlijn 128 die na sluiting door de NMBS  gerestaureerd en heropend werd door een vereniging van spoorwegliefhebbers die er toeristische treinritten organiseert.

## Demografische ontwikkeling
- Bronnen:NIS, Opm:1831 tot en met 1970=volkstellingen, 1976= inwoneraantal op 31 december
- 1856: Afsplitsing van Durnal in 1850

Deelgemeenten: Dorinne · Durnal · Évrehailles · Godinne · Houx · Mont · Purnode · Spontin · Yvoir

Overige kernen: Bauche · Chansin · Herbefays

Belgische gemeenten · arrondissement Dinant · provincie Namen · Wallonië